# لویگو
لویگو (به اسپانیایی: Luyego) یک دهستان اسپانیا است که در استان لئون، اسپانیا واقع شده‌است.

## خصوصیات
لویگو ۱۳۲٫۳۱ کیلومترمربع مساحت و ۷۸۰ نفر جمعیت دارد و ۱٬۰۶۶ متر بالاتر از سطح دریا واقع شده‌است.